# Королевский размер (фильм, 2007)
«Королевский размер» (англ. King Size) — мюзикл французского режиссёра Патрика Морена о романтических отношениях трёх парней, решивших жить втроём одной семьёй.

## Сюжет
Молодой француз Габриэль получил месячный грант и приехал из Лиона в Париж, чтобы изучать политику. На дискотеке он знакомится с парой гомосексуалов Винсентом и Николя, которые уже десять лет живут вместе. И теперь они решают жить втроём. Им приходится противостоять моральному неодобрению со стороны друзей и ревнивой сестры. Кроме того есть ещё одна проблема: кровать для троих стала слишком мала и они покупают огромный «кинг сайз».

## В ролях
| Актёр          | Роль     |
| -------------- | -------- |
| Джонатан Бурто | Габриэль |
| Лоран Артафель | Винсент  |
| Клод Жан       | Николя   |
| Иза Феррер     | Софи     |
| Себастьян Рош  | Пьер     |

## Релиз
Фильм участвовал в программах следующих фестивалей:

- Фестиваль «Image et Nation» в Монреале, 2007
- Гей-фестиваль в Амстердаме, 2007
- Кинофестиваль геев и лесбиянок в Брюсселе, 2008
- Кинофестиваль «Mardi Gras» в Сиднее, 2008
- ЛГБТ-кинофестиваль в Нью-Йорке, 2008